# Armonia prestabilita

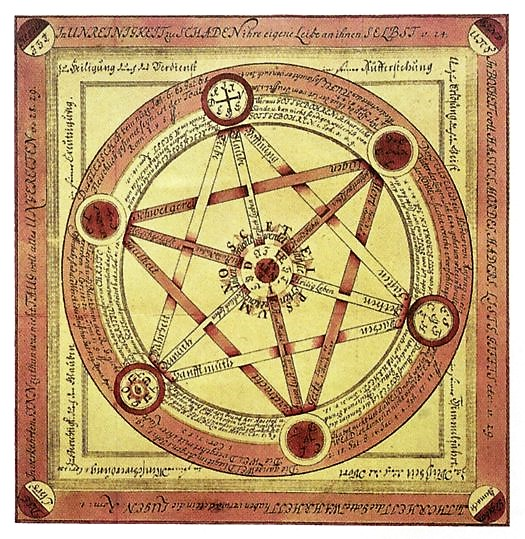
Illustrazione di Abraham von Franckenberg (dal trattato Raffaele, ovvero l'angelo guaritore, pubblicato ad Amsterdam nel 1676)

L'armonia prestabilita è un concetto di derivazione scolastica rielaborato dal filosofo tedesco Gottfried Leibniz per spiegare il tipo di relazioni intercorrenti tra le infinite monadi di cui è composto l'universo, le quali, «non avendo finestre», vivono ognuna in un mondo proprio, privo di contatti con l'esterno.
La soluzione di Leibniz, sorta nel dibattito circa il dualismo cartesiano tra pensiero e materia, ovvero tra res cogitans e res extensa, mirava a superare la loro dicotomia tramite una visione armonica che escludesse qualunque rapporto causale di tipo meccanico tra le due sostanze, ovvero tra la rappresentazione spirituale e l'azione corporea: egli le situava su piani paralleli ma sincronizzati tra di loro, paragonandole a degli orologi accordati sulla stessa ora da Dio, «Monade delle monadi» che le riassume nella propria appercezione suprema.

## Spiegazione

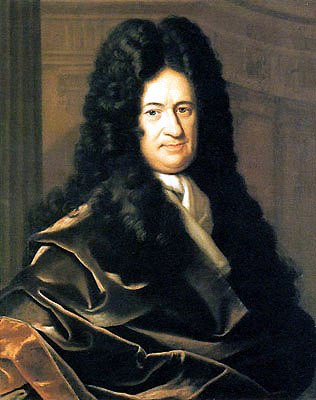
Gottfried Wilhelm von Leibniz

Per Leibniz, tutto opera in vista di un fine: anche la materia apparentemente inanimata non agisce meccanicamente e passivamente come sostenevano, da opposti punti di vista, Cartesio e Locke. In essa vive infatti un'entelechia, o un centro di forza, che tende a evolvere secondo leggi sue proprie. Non esistono cause accidentali in grado di interferire col suo modo di essere, come quella che ad esempio viene attribuita superficialmente ad una palla da biliardo che colpisce un'altra palla. 
La causa agisce solo dall'interno, nel senso che ogni monade ha inscritto in sé un destino che le inerisce, mentre i rapporti fenomenici tra diverse monadi non hanno alcuna sostanza, essendo solo apparenti: il fatto che la palla da biliardo si muova proprio quando viene colpita da un'altra è dovuto unicamente al sincronismo con cui le due monadi sono state originariamente coordinate da Dio, al pari di due orologi che segnino la medesima ora pur non avendo alcun collegamento tra di loro.
Quest'armonia consente di spiegare anche la concordanza tra pensiero e materia, tra percezioni e fenomeni, tra la conoscenza delle leggi dei corpi e le loro effettive dinamiche:
(G. W. Leibniz, Scritti filosofici, UTET, Torino, 1967, vol. I, pagg. 274-275)
Leibniz in tal modo risolve il dualismo cartesiano andando anche oltre le tesi dell'occasionalismo, per il quale Dio interveniva continuamente per accordare di volta in volta le rappresentazioni delle varie monadi, come un orologiaio che riallineasse ad ogni momento le lancette dei vari orologi: per Leibniz, invece, si tratta di un'armonia «prestabilita», nel senso che Dio le ha sincronizzate sin dall'inizio una volta per tutte.

## Critiche
Voltaire nel Candido criticò la tesi lebniziana secondo cui Dio avrebbe creato il migliore dei mondi possibili.
Secondo Michael Kempe, direttore dell'Archivio Leibniz della Biblioteca Leibniz di Hannover, l'armonia prestabilita è lontana dall'ottimismo ingenuo del Candido di Voltaire. Essa non va intesa nel senso che il mondo è già ora il migliore che si sarebbe potuto costruire, bensì che "il mondo sia sempre e comunque il migliore, ma solo in quanto contenente la possibilità del proprio miglioramento". E quindi una lettura in senso dinamico secondo la quale il modo migliore perché esiste sempre qualcuno pronto a migliorarlo.
Battista Mondin obbiettò che Dio non si impegnerebbe a pensare un'infinità di mondi possibili cui negherebbe l'esistenza per sceglierne l'unico migliore.